# Пушмуцова
Пушмуцова (латыш. Pušmucova) — населённый пункт в Циблском крае Латвии. Административный центр Пушмуцовской волости. Находится у региональной автодороги P49 (Карсава — Лудза — Эзерниеки). Расстояние до города Лудза составляет около 11 км.
По данным на 2017 год, в населённом пункте проживало 263 человека. Есть волостная администрация, начальная школа, народный дом, библиотека, почтовое отделение, фельдшерско-акушерский пункт, аптека, католическая церковь.

## История
В советское время населённый пункт был центром Пушмуцовского сельсовета Лудзенского района. В селе располагалась центральная усадьба колхоза «Пушмуцова».